# DELTA
DELTA was een Nederlands nutsbedrijf op het gebied van energie en water, kabeltelevisie en afvalverwerking. Het concern ontstond in 1991 uit een fusie tussen de Provinciale Zeeuwsche Electriciteits-Maatschappij (PZEM) en Watermaatschappij Zuid-West-Nederland (WMZ) tot de N.V. Delta Nutsbedrijven. Onder druk van de Europawijde liberalisering, privatisering en machtsconcentratie binnen de energiemarkt breidde DELTA haar activiteiten in energie en afvalverwerking sterk uit door deelnemingen in en overname van andere bedrijven. In 2004 fuseerde het Delta Water Bedrijf met Waterbedrijf Europoort tot Evides, waarvan DELTA de helft van de aandelen hield. 
Door tegenvallende resultaten raakte DELTA in 2009 in financiële problemen. Vanwege nieuwe wetgeving werden in 2009 bovendien de delen van het hoogspanningsnet die het in haar bezit had verkocht aan TenneT en de netwerkactiviteiten van DELTA Netwerkbedrijf en DELTA Infra in 2017 verkocht aan Stedin. In 2015 verkocht DELTA al het dochterbedrijf Indaver. In 2017 volgde de verkoop aan investeringsmaatschappij EQT van belangrijke bedrijfsonderdelen, inclusief de levering van energie en internetdiensten aan consumenten, tezamen met de merknamen DELTA en Zeelandnet. De restanten van het goeddeels ontmantelde concern DELTA kreeg daarbij weer de oorspronkelijke naam PZEM. De belangen in Evides bleven aanvankelijk achter bij PZEM. PZEM NV bleef na verkoop van Evides in 2021 alleen nog actief in de productie van energie en levering van energieproducten en -diensten op de zakelijke markt. Het nieuwe PZEM had echter weinig meer gemeen met het verticaal geïntegreerde nutsbedrijf waaruit DELTA was ontstaan. Het merk DELTA leeft nog voort in DELTA Fiber, een van de grootste Nederlandse leveranciers van diensten via glasvezel. 

## Naamgeving
Aanvankelijk werd de naam Delta Nutsbedrijven afgekort als DNB. Na bezwaar van De Nederlandsche Bank werd dit veranderd in Deltan. Vanaf 1996 werd de naam afgekort tot Delta; het bedrijf zelf schreef de naam met hoofdletters. Het bedrijf presenteerde zichzelf als een "multi-utility"-bedrijf, een bedrijf met een breed pakket van diensten voor huishoudens en bedrijfsleven.
In 2001 werd het bedrijf officieel hernoemd naar DELTA NV. DELTA NV was binnen het Delta-concern de houdstermaatschappij van een groot aantal ondernemingen. Na privatisering van de laatste winstgevende onderdelen en verkoop van de merknamen DELTA en Zeelandnet aan investeringsmaatschappij EQT per 1 maart 2017, werd de naam DELTA NV gewijzigd in de oorspronkelijke naam PZEM NV en de resterende vennootschappen binnen de DELTA Groep die de naam DELTA gebruikten van naam veranderd, door de naam DELTA te wijzigingen in PZEM.

## Achtergrond

Tijdlijn van de fusies en splitsingen van de verschillende provinciale, regionale en gemeentelijke energiebedrijven in Nederland, 1986–2014

DELTA had zijn wortels in de nutsbedrijven van de Provinciale Zeeuwsche Electriciteits-Maatschappij (PZEM), die voornamelijk de provincie Zeeland als verzorgingsgebied hadden. Het is in 1991 ontstaan uit een fusie tussen PZEM en Watermaatschappij Zuid-West-Nederland (WMZ) tot de N.V. Delta Nutsbedrijven. De taken die de oorspronkelijk verticaal geïntegreerde nutsbedrijven uitvoeren behoorden tot aan de 1990er jaren exclusief toe aan de gemeentelijke en provinciale overheden. Eind 20ste eeuw kwam er Europawijd een golf van liberalisering en privatisering in de energiemarkt op gang, met als gevolg een machtsconcentratie onder de nutsbedrijven. 
DELTA was aanvankelijk voornamelijk actief in de provincie Zeeland en had  in 2001 meer dan 3000 werknemers in dienst. In 2014 had het bedrijf nog een breed palet aan activiteiten waaronder de opwekking van elektriciteit, handel in energie, de levering van aardgas, elektriciteit en digitale diensten aan particuliere en zakelijke klanten in Zeeland en daarbuiten. Verder leverde het drink- en industriewater via de deelneming in Evides. De Zeeuwse Reinigingsdienst (ZRD) exploiteerde milieustraten door heel Zeeland en verzorgde de inzameling van huishoudelijk afval voor bijna alle Zeeuwse gemeenten. In dat jaar had DELTA een personeelsbestand van 3349 fte's.
In tegenstelling tot de andere nutsbedrijven, die zich gingen specialiseren in de productie en levering van stroom en gas om zo een grotere schaalgrootte te bereiken, koos Delta juist voor diversificatie door aan de Zeeuwse huishoudens steeds meer nieuwe diensten aan te bieden, zoals kabeldiensten, mobiele telefonie, draadloos internet en afvalverwerking. Door heel veel diensten aan te bieden dacht Delta toch nog schaalvoordelen te bereiken. De voornaamste drijfveer was de wens om zoveel mogelijk werkgelegenheid voor de provincie Zeeland te behouden.
Door een reeks van oorzaken raakte het bedrijf in financiële problemen, zoals de wettelijk afgedwongen afsplitsing van het netbeheer en waterbedrijf Evides, de kredietcrisis van 2007/2008 in combinatie met de lage kredietstatus van Delta, hoge investeringen in overname van bedrijven waarvan er een aantal mislukte, lage stroomprijzen waardoor de kerncentrale zware verliezen maakte en jarenlange rechtszaken, onder andere in de aanhoudende strijd tegen de splitsing Delta.
Vanaf 2014 zijn de niet-energie gerelateerde activiteiten afgestoten. PZEM is alleen nog actief als producent van elektriciteit en de levering van en handel in elektriciteit en gas. Op 31 december 2020 had het bedrijf nog 399 fte's in dienst.

## Geschiedenis

### Splitsing
In 2006 is de Wet Onafhankelijk Netbeheer (WON, ook wel de Splitsingswet genoemd) ingevoerd. Deze wet verplicht alle geïntegreerde nutsbedrijven de activiteiten te splitsen in drie aparte onderdelen, voor productie, transmissie en distributie. Het belang van transmissie is zo groot dat de overheid TenneT als enige verantwoordelijk wordt voor het beheer van het hoogspanningsnet, ofwel alle netten van 110 kV (kilovolt) en hoger. Dit had ingrijpende gevolgen voor DELTA. In juni 2009 verkocht DELTA haar hoogspanningsnet van 150 kV en 380 kV aan TenneT. Het net heeft een lengte van ruim 200 kilometer en ligt vooral in de provincie Zeeland.
DELTA NV, Essent en Eneco spanden een rechtszaak tegen de Nederlandse staat aan, omdat zij meenden dat splitsing in strijd zijn met het recht van de Europese Unie, in het bijzonder met het vrij verkeer van kapitaal en de vrijheid van vestiging. De Hoge Raad besliste in juni 2015, na consultatie van het Europees Hof van Justitie, dat de Splitsingswet niet in strijd is met het Europees recht.
DELTA werd per 1 juli 2017 opgesplitst. De provincie Zeeland bereid zou zijn geweest om €150 mln extra bij te dragen om mogelijke financiële problemen door de splitsing op te kunnen vangen.
Het netbeheer Enduris werd in april 2017 verkocht aan Stedin. DELTA Infra B.V. staat conform de meetcode elektriciteit vermeld in het MV-register elektriciteit van TenneT TSO. In 2014 werd reeds een reorganisatie opgestart, die na 2017 voortging.

### Biovalue en Solland Solar failliet
Op het gebied van alternatieve energie had DELTA N.V. belangen in Biovalue en Solland Solar. Biovalue werd in 2001 opgericht en kwam per eind 2008 voor 100% in handen van DELTA N.V.. De belangrijkste activiteit van Biovalue was de productie en handel in biodiesel. Biovalue ging in december 2010 failliet. DELTA N.V. had eveneens een meerderheidsbelang in Solland Solar, een Nederlandse fabrikant van zonnecellen. Na zware verliezen in 2009 en 2010 heeft het management van Solland Solar het bedrijf in 2011 gekocht.

### Verkoop niet energie-actviteiten
In 2014 heeft DELTA N.V. een zakenbank ingehuurd om te onderzoeken hoe het bedrijf verder kan gaan. Het uitblijven van economisch herstel en overcapaciteit op de elektriciteitsmarkt hebben een negatief effect op de elektriciteitsproducenten. Daar zijn de aanvoer van goedkope steenkolen uit de Verenigde Staten en een overvloed aan groene stroom uit Duitsland bij gekomen. Morgan Stanley onderzocht op verzoek van de aandeelhouders op welke manier DELTA het beste kon blijven voortbestaan waarbij zelfs een fusie of overname niet was uitgesloten. Dit laatste is niet gebeurd, maar het beleid is wel gewijzigd en veel niet energie gerelateerde activiteiten zijn verkocht.
Medio september 2014 werd het belang van 75% in het Belgische afvalbedrijf Indaver in de verkoop gezet. Indaver behaalde in 2013 een omzet van meer dan een half miljard euro en een nettowinst van € 40 miljoen. DELTA N.V. kampt met een schuld van € 600 miljoen en wil met de verkoopopbrengst een deel hiervan aflossen. In maart 2015 werd de verkoop van Indaver aan Katoen Natie bekendgemaakt, Katoen Natie betaalde € 416 miljoen. De verkoop werd in juni 2015 afgerond.
In april 2016 zette DELTA N.V. bedrijfsonderdelen Wholesale en Retail te koop. De financiële problemen die ontstaan zijn door de lage elektriciteitsprijzen en de verplichte afsplitsing van het winstgevende netwerkbedrijf zijn niet op te lossen via een herstructurering. In december 2016 werd de verkoop van DELTA Retail, de leverancier van internet, tv, telefonie en energie, aangekondigd. Het Zweedse EQT Infrastructure betaalt hiervoor € 488 miljoen en neemt ook de merknamen DELTA en Zeelandnet mee. DELTA Retail telt 370 voltijdsbanen die allemaal overgaan naar de nieuwe eigenaar. Vanaf 1 maart 2017 is EQT eigenaar van DELTA Retail. DELTA Energie is vervolgens op 1 maart 2019 verkocht aan Vattenfall.
Vanwege de verkoop van de merknaam DELTA aan EQT Infrastructure werd vanaf 1 maart 2017 de naam DELTA N.V. gewijzigd in PZEM.
Evides was voor 50% eigendom van PZEM en levert drinkwater in het zuidelijk deel van de provincie Zuid-Holland, in de hele provincie Zeeland en in het uiterste westen van de provincie Brabant. Op 8 december 2021 namen de aandeelhouders van PZEM het belang van PZEM in Evides over. Deze aandeelhouders hebben zich verenigd in Gemeenschappelijk Bezit Evides Aqua BV of kortweg GBE Aqua. Dit pakket aandelen Evides wordt overgenomen voor € 367 miljoen.

## Elektriciteitsopwekking
PZEM produceert elektriciteit op basis van aardgas, kernenergie, groene energie in een biomassacentrale en windenergie.
PZEM neemt deel in of bezit de volgende elektriciteitscentrales:
- Kerncentrale Borssele (485 MW, belang 70%, gedeeld met RWE)
- Gasgestookte Sloecentrale (870 MW, belang 50%, gedeeld met EDF)
- Biomassacentrale Moerdijk (32 MW, gedeeld met Zuidelijke Land- en Tuinbouworganisatie en Coöperatie DEP)
- diverse windparken

### Kerncentrale Borssele
Van 2001 tot 2009 waren Essent en DELTA NV allebei voor 50% eigenaar van Elektriciteits Produktiemaatschappij Zuid-Nederland (EPZ). Bedrijfsactiviteiten die onderdeel uitmaken van deze joint venture zijn de kerncentrale Borssele (capaciteit: 485 MW), een kolencentrale (404 MW, gesloten in november 2015), een gasturbine (18 MW) en een windturbine park (12 MW). De geproduceerde elektriciteit van EPZ werd gelijk verdeeld over beide partners.
Op 16 juni 2006 heeft de regering met de eigenaars van de kerncentrale een contract gesloten (het Borssele-convenant) waarin vastgelegd is dat de Borssele tot 2033 in bedrijf zal blijven. De twee eigenaars zullen € 250 miljoen investeren in een fonds voor duurzame energie. Hierdoor zullen de extra winsten, die ontstaan door het langer openblijven van de kerncentrale, deels worden benut voor de ontwikkeling van duurzame energie. In 2033 volgt onverbiddelijk de sluiting en de directe ontmanteling van Borssele. Dan moet de centrale met alle bijbehorende kosten 'duurzaam' zijn opgeruimd.
In oktober 2009 werd Essent overgenomen door RWE. Er ontstond een geschil over de eigendomsverhoudingen van EPZ. DELTA stapte naar de rechter om de overname van het belang van Essent in EPZ door RWE te blokkeren. Op 17 mei 2011 bereikten de twee overeenstemming over de eigendomsverhoudingen van de kernenergiecentrale. Aanvankelijk wilden de aandeelhouders van Essent hun gehele belang in EPZ aan RWE verkopen, maar RWE krijgt een aandelenbelang van 30% en de overige 70% van de aandelen komt in handen van DELTA NV.
Medio juni 2009 startte DELTA NV een procedure voor een vergunningaanvraag voor de tweede kerncentrale nabij de eerste kerncentrale in Borssele. Het doorlopen van de procedure en het bouwen van de centrale duurt samen ongeveer 10 jaar, zodat de nieuwe kerncentrale in 2016 in bedrijf kan komen. De investering voor deze centrale zal circa € 3-5 miljard bedragen. Op 3 november 2010 tekenden DELTA NV en het Franse elektriciteitsbedrijf EDF een contract. Beide bedrijven gaan samenwerken om de bouw van de nieuwe kerncentrale te realiseren. Het contract biedt ruimte voor een derde partner in het project. Op 23 januari 2012 maakte DELTA NV bekend haar plannen voor een nieuwe kerncentrale voor twee à drie jaar uit te stellen. De redenen hiervoor zijn dat door het slechte economische klimaat er overcapaciteit op de elektriciteitsmarkt is met lage energieprijzen tot gevolg, het verslechterde investeringsklimaat en de onzekerheid over het beleid rond verhandelbare rechten voor uitstoot van het broeikasgas CO2.
Begin 2016 meldde een meerderheid van de politieke partijen in Zeeland afscheid te willen nemen van de kerncentrale. De centrale draait met verlies en de provincie is bang voor een enorme kostenpost. Zeeland wil dan ook dat het Rijk de centrale overneemt.
Tijdens een hoorzitting in de Tweede Kamer gaf EPZ aan de kerncentrale na 2033 nog tien tot twintig jaar in bedrijf te willen houden, maar ook dat er twee grotere kerncentrales naast worden gebouwd. Die zouden acht tot tien miljard euro per stuk kosten en rond 2035 klaar kunnen zijn.

### Sloecentrale
Op 12 februari 2010 is de nieuwe Sloecentrale in Vlissingen-Oost officieel in gebruik genomen. De centrale wordt gestookt met aardgas en heeft een opgesteld vermogen van 870 MW, verdeeld over twee eenheden van elk 435 MW. De capaciteit is bijna tweemaal zo groot als die van de naburige kerncentrale in Borssele (485 MW). Voor de aanvoer van aardgas is de Zuid-Bevelandleiding gerealiseerd; een pijpleiding met een lengte van 55 kilometer. De Sloecentrale heeft een hoog rendement van ongeveer 58%. Bij een volle benutting van de capaciteit, kan de centrale circa 4% van de Nederlandse elektriciteitsproductie verzorgen. De centrale heeft een investering gevergd van € 550 miljoen en DELTA NV en het Franse elektriciteitsconcern EDF zijn beide voor 50% eigenaar.

### BMC Moerdijk
Na jarenlange discussies verenigden ruim 600 pluimveehouders zich in de Coöperatie DEP in 2006. De coöperatie garandeert de levering van pluimveemest voor een periode van 10 jaar. Met deze verzekerde aanvoer kon de bouw van start gaan. In 2008 wordt BMC Moerdijk officieel geopend. BMC Moerdijk verwerkt jaarlijks een-derde van de totale productie van pluimveemest in Nederland. Deze mest wordt verbrand en dit levert elektriciteit op en als bijproduct komt er ook hoogwaardige meststof vrij.

## Resultaten
DELTA N.V. behaalde in 2009 een omzet van bijna € 2 miljard, waarvan 45% werd behaald met de levering van elektriciteit, 15% uit de wateractiviteiten en 23% was afkomstig uit de afval- en milieudiensten. Vanaf 2012 leed het bedrijf jaar op jaar zware verliezen.

## Opspraak topman
Een jaar vóór de opsplitsing van Delta kwam algemeen directeur Arnoud Kamerbeek in opspraak vanwege de forse salarisverhoging  van €400.000 naar €520.000 die hij het jaar ervoor had gekregen. Personeel en de provincie Zeeland – grootaandeelhouder in Delta – waren hierover verbolgen. De aandeelhouders waren niet over de salarisverhoging ingelicht door president-commissaris Cees Maas. Bij zijn "vrijwillig" vertrek kreeg Kamerbeek na onderhandeling anderhalf jaarsalaris van 800.000 euro mee.